# Boris Gaganelov
Boris Atanasov Gaganelov (bulgarsk: Борис Атанасов Гаганелов) (født 7. oktober 1941 i Petritj, Bulgarien, død 5.  juni 2020) var en bulgarsk fodboldspiller (forsvarer).
Han spillede 51 kampe for det bulgarske landshold og deltog ved både VM i 1966 i England og VM i 1970 i Mexico.
Gagnelov spillede på klubplan hos CSKA Sofia i hjemlandet. Her var han med til at vinde hele syv bulgarske mesterskaber.